# Šrebera
Šrebera (lat. Schrebera), rod maslinovki smješten u vlastiti podtribus Schreberinae, dio tribusa Oleeae. Postoji samo 1 rod; Comoranthus kojemu su pripisivane dvije vrste s Madagaskara i Komora, sinonim je za šrebera (Schrebera) čije vrste rastu po Africi, dijelovima Azije i Južne Amerike (Peru)

## Vrste
1. Schrebera alata (Hochst.) Welw.
2. Schrebera americana (Zahlbr.) Gilg
3. Schrebera arborea A.Chev.
4. Schrebera australis Frasier, G.E.Schatz & Hong-Wa
5. Schrebera capuronii Bosser & R.Rabev.
6. Schrebera humbertii Capuron ex Frasier, G.E.Schatz & Hong-Wa
7. Schrebera kusnotoi Kosterm.
8. Schrebera littoralis Frasier, G.E.Schatz & Hong-Wa
9. Schrebera madagascariensis (H.Perrier) Hong-Wa & Besnard
10. Schrebera minor (H.Perrier) Hong-Wa & Besnard
11. Schrebera montana Frasier, G.E.Schatz & Hong-Wa
12. Schrebera obconica (Knobl.) Hong-Wa & Besnard
13. Schrebera orientalis Bosser & R.Rabev.
14. Schrebera swietenioides Roxb.
15. Schrebera trichoclada Welw.
16. Schrebera trifoliata Frasier, G.E.Schatz & Hong-Wa